# Red Bull RB6
De Red Bull RB6 is een Formule 1-auto, die in 2010 wordt gebruikt door het Formule 1-team van Red Bull. Mark Webber zou later zeggen dat hij de beste herinneringen houdt aan de RB6 wegens zijn fenomenale voorspelbaarheid.
Sebastian Vettel noemde zijn chassis "Luscious Liz". Echter na de grand prix van Monaco wordt het chassis vanwege minieme schade vervangen door een nieuw exemplaar welke de bijnaam "Randy Mandy" krijgt.

## Onthulling
De RB6 werd op 10 februari 2010 onthuld op het Circuito Permanente de Jerez .

## Trivia
Sebastian Vettel geeft zijn auto aan het begin van het seizoen altijd een naam. Begin 2010 noemde hij zijn RB6 Luscious Liz, verrukelijke Liz. Tijdens de Grand Prix van Turkije stapte hij over naar een nieuw chassis, genaamd Randy Mandy, opgewonden Mandy. Met deze auto werd hij, voor het eerst, wereldkampioen Formule 1 in 2010.

## Resultaten
| Seizoen | Inschrijving    | Chassis      | Motor               | Coureur          | 1     | 2      | 3     | 4     | 5     | 6     | 7      | 8     | 9      | 10    | 11    | 12    | 13     | 14    | 15    | 16    | 17     | 18    | 19    | Positie | Punten | Totaal | Const. |
| ------- | --------------- | ------------ | ------------------- | ---------------- | ----- | ------ | ----- | ----- | ----- | ----- | ------ | ----- | ------ | ----- | ----- | ----- | ------ | ----- | ----- | ----- | ------ | ----- | ----- | ------- | ------ | ------ | ------ |
| 2010    | Red Bull Racing | Red Bull RB6 | Renault RS27 2.4 V8 | Sebastian Vettel | BHR 4 | AUS NF | MAL 1 | CHN 6 | ESP 3 | MON 2 | TUR NF | CAN 4 | EUR 1  | GBR 7 | GER 3 | HUN 3 | BEL 15 | ITA 4 | SIN 2 | JPN 1 | KOR NF | BRA 1 | ABU 1 | 1       | 256    | 498    | 1      |
| 2010    | Red Bull Racing | Red Bull RB6 | Renault RS27 2.4 V8 | Mark Webber      | BHR 8 | AUS 9  | MAL 2 | CHN 8 | ESP 1 | MON 1 | TUR 3  | CAN 5 | EUR NF | GBR 1 | GER 6 | HUN 1 | BEL 2  | ITA 6 | SIN 3 | JPN 2 | KOR NF | BRA 2 | ABU 8 | 3       | 242    | 498    | 1      |

McLaren MP4-25 ·
Mercedes MGP W01 ·
Red Bull RB6 ·
Ferrari F10 ·
Williams FW32 ·
Renault R30 ·
Force India VJM03 ·
Toro Rosso STR5 ·
Lotus T127 ·
HRT F110 ·
BMW Sauber C29 ·
Virgin VR-01